# Brunnenbach (Jagst)
Der Brunnenbach ist ein knapp 4 km langer Bach im Landkreis Schwäbisch Hall im nordöstlichen Baden-Württemberg. Nach etwa östlichem Lauf im Gemeindegebiet von Frankenhardt und später in dessen Grenzbereich zum Stadtgebiet von Crailsheim mündet er unterhalb des Frankenhardter Weilers Steinbach an der Jagst von links in die mittlere Jagst.

## Geographie

### Verlauf
Der Brunnenbach beginnt seinen Lauf etwa 400 Meter nordwestlich von Frankenhardt-Bechhof am Südrand der Waldkappe auf dem Schwabenberg. Dort beginnt auf etwa 473 m ü. NHN ein unscheinbarer Graben neben einem Feldweg, der zwischen zwei Feldern südwärts verläuft und wohl nur selten Wasser führt.
Nach gut hundert Metern wendet sich der Bach nach Südosten und fließt nun als Graben ohne Gehölz am Ufer in einer Wiesenmulde zwischen dem Bechhof auf dem linken Hang und dem rechtsseits ansteigenden Waldhang des Gemeindehölzles. Etwa 750 Meter nach seinem Ursprung quert die Straße von Unterspeltach über den Bechhof nach Honhardt den Graben nahe einem in einer Waldspitze des Eichhölzles stehenden Schützenhaus. Dieser lässt nunmehr auf etwa 440 m ü. NHN den Wald hinter sich und fließt flacher ostwärts zwischen niedrigen Hügelrücken mit Feldern rechtsseits und Wiesen linksseits. Nach wie vor setzt der Durchfluss zeitweise aus.
Dies ändert sich erst nach weiteren etwa 750 Meter mit nur selten Baum oder Strauch am Ufer, nachdem der Bach die Gemeindegrenze zur Stadt Crailsheim erreicht hat und sich nunmehr in einer erlendominierten Baumgalerie in sumpfigem Terrain dem etwa 180 Meter lang angestauten Löffelstelzweiher nähert und ihn dann durchfließt.
Unterhalb des 1,2 ha großen Sees stoßen von beiden Seiten teils Wiesen, teils Felder an den Bachlauf, der dort von einigen Einzelbäumen und immer wieder zusammenhängenden Galerieabschnitten gesäumt ist. Bisher nur leicht und langperiodisch geschlungen, zeigt er nun Ansätze zu Wiesenmäandern. Auf etwa 407 m ü. NHN unterquert er gleich nacheinander die Bundesstraße 290 und die Bahnstrecke Goldshöfe–Crailsheim und zieht dann seine letzten mehr als 300 Meter sehr träge und gewunden durch die breite und flache linke Flussaue, die zum Landschaftsschutzgebiet Jagsttal mit angrenzenden Gebieten zwischen der Kreisgrenze gegen den Ostalbkreis und der Brücke der Bundesstraße 290 über die Jagst bei der Wiesmühle gehört. Auf etwa 406 m ü. NHN fließt er dann in einem Riedfeld von links in eine  Westschlinge der dort stark mäandrierenden oberen Jagst ein, etwa 0,4 km nordöstlich des Frankenhardter Weilers Steinbach an der Jagst oberhalb und etwa 1,4 km südöstlich des Crailsheimer Dorfes Jagstheim unterhalb am Fluss.
Der Brunnenbach mündet nach etwa 3,8 km langem Lauf mit mittlerem Sohlgefälle von etwa 18 ‰ rund 67 Höhenmeter unterhalb seines Grabenbeginns am Schwabenberg. Er führt auf den oberen fast anderthalb Kilometern bis kurz vor dem Löffelstelzweiher nur zeitweise Wasser.

### Einzugsgebiet
Das Einzugsgebiet des Brunnenbachs ist etwa 2,0 km² groß und gehört naturräumlich zum Teilraum Burgberg-Vorhöhen und Speltachbucht des Unterraums Ellwanger Berge und Randhöhen der Schwäbisch-Fränkischen Waldberge. Der höchste Punkt liegt auf der Höhe des bewaldeten Bergs Forst und erreicht annähernd 500 m ü. NHN. Dort sowie am nahen Schwabenberg und Butzenberg steht fast das gesamte Achtel an Waldanteil des Einzugsgebietes, während im übrigen offenen Teil die Felder gegenüber den Wiesen etwas dominieren. Einziger Siedlungsplatz innerhalb ist der Weiler Betzenhof nahe dem Oberlauf mit weniger als einem Dutzend Hausnummern. Er liegt, wie etwas über der Hälfte der Einzugsgebietsfläche, in der Teilgemarkung Honhardt der Gemeinde Frankenhardt, der etwas kleinere Rest ab dem Mittellauf und fast nur linksseits in der Teilgemarkung Jagstheim der Stadt Crailsheim.
Reihum grenzen die Einzugsgebiet der folgenden Nachbargewässer an:
- Im Nordwesten liegt das Einzugsgebiet der unteren Speltach, die am unteren Dorfrand von Jagstheim mündet; sie konkurriert anfangs über ihre rechten Hangzuflüsse Schmindbach und Hofbach, später nurmehr über kurze, in ihrer eigenen Aue gezogene Entwässerungsgräben;
- im Nordosten schiebt sich das Einzugsgebiet des kleinen Eiterbachs dazwischen, der am oberen Dorfrand von Jagstheim in die Jagst mündet;
- im Süden läuft der Steinbach beim gleichnamigen Weiler über einen Mühlkanal und nur 400 Meter oberhalb des Brunnenbachs der Jagst zu;
- im Südwesten erreicht der Abfluss zur anderen Seite über den Bach aus der Veldersklinge die Steinach.

### Zuflüsse und Seen
- Durchfließt auf 428 m ü. NHN den Löffelstelzweiher, 1,2 ha.[LUBW 6]
- (Graben vom Honhardter Weg), von links und Nordwesten auf etwa 421 m ü. NHN im Brunnenwasen etwa 0,4 km unterhalb des Seedamms, ca. 0,8 km[LUBW 5] und ca. 0,4 km².[LUBW 3] Entsteht auf etwa 446 m ü. NHN am Weggraben neben der Straße Jagstheim–Hohenhardt. Sehr unbeständiger Wiesengraben.

## Geologie
Im Westen des Einzugsgebietes dürfte dessen höchster Punkt gerade eben noch auf dem Kieselsandstein-Plateau (Hassberge-Formation) der Forst-Hochfläche liegen, an oberen Hang darunter und auf den Kuppen von Schwabenberg und Butzenberg liegen Untere Bunte Mergel (Steigerwald-Formation). Der größte Teil des nordwestlichen Einzugsgebietes liegt jedoch in Schichthöhe des Schilfsandsteins (Stuttgart-Formation), der hier ungewöhnlich breite Verebnungsflächen zeigt, auf deren Stufenkante der Bechhof steht.
Im größten Teil des Einzugsgebietes bis nahe an die Jagstaue steht jedoch der Gipskeuper (Grabfeld-Formation) an, der dann im Osten in quartäre Terrassensedimente der Jagst übergeht, ehe in der breiten Jagstaue holozäne Auenlehme liegen. Diese ziehen sich auch in schmalem Band um den Bach aufwärts bis zum Löffelstelzweiher. Weiter oberhalb und bis zur Schilfsandstein-Kante bei Bechhof ist in den Gipskeuper ein schmales quartäres Schwemmlandband eingelagert. Ein solches füllt auch den Talgrund des einzigen Zuflusses.

### LUBW
Amtliche Online-Gewässerkarte mit passendem Ausschnitt und den hier benutzten Layern: Lauf und Einzugsgebiet des Brunnenbachs

Allgemeiner Einstieg ohne Voreinstellungen und Layer: Daten- und Kartendienst der Landesanstalt für Umwelt Baden-Württemberg (LUBW) (Hinweise)
1. 1 2 3  Höhe nach dem Höhenlinienbild auf dem Hintergrundlayer Topographische Karte.
2. ↑  Länge nach dem Layer Gewässernetz (AWGN), ergänzt um ein auf der Gewässerkarte nicht berücksichtigtes, unbeständig wasserführendes Anfangsstück, das auf dem Hintergrundlayer Topographische Karte abgemessen wurde.
3. 1 2  Einzugsgebiet abgemessen auf dem Hintergrundlayer Topographische Karte.
4. ↑  Schutzgebiet nach den einschlägigen Layern, Natur teilweise nach dem Layer Geschützte Biotope.
5. 1 2  Länge abgemessen auf dem Hintergrundlayer Topographische Karte.
6. ↑  Seefläche nach dem Layer Stehende Gewässer.

### Andere Belege
1. ↑  Wolf-Dieter Sick: Geographische Landesaufnahme: Die naturräumlichen Einheiten auf Blatt 162 Rothenburg o. d. Tauber. Bundesanstalt für Landeskunde, Bad Godesberg 1962. → Online-Karte (PDF; 4,7 MB)
2. ↑  Geologie nach den Layern zu Geologische Karte 1:50.000 auf: Mapserver des Landesamtes für Geologie, Rohstoffe und Bergbau (LGRB) (Hinweise)